# Caryomyia echinata
Caryomyia echinata är en tvåvingeart som beskrevs av Gagne 2008. Caryomyia echinata ingår i släktet Caryomyia och familjen gallmyggor. Inga underarter finns listade i Catalogue of Life.